# Доброводський ботанічний заказник
Доброво́дський зака́зник — ботанічний заказник, природоохоронний об'єкт місцевого значення в Україні. Розташований у межах водно-болотного масиву, на околиці села Доброводи Тернопільського району Тернопільської області, вище від ставу.
Площа — 18,5 га. Створений відповідно до рішення виконкому Тернопільської обласної ради від 26 грудня 1983 № 496 із змінами, затвердженими її рішенням від 27 квітня 2001 № 238. Перебуває у віданні місцевої селянської спілки.
Під охороною — залишки типових лучно-болотних фітоценозів на меліорованих землях у межах заплави річки Гніздечна.